# Petra Chérie
Petra Chérie è una serie a fumetti italiana creata da Attilio Micheluzzi e pubblicata per la prima volta nel febbraio 1977 dal settimanale Il Giornalino e successivamente, a partire dal gennaio 1982, sul mensile Alter Alter.

## Personaggio
Petra De Karlowitz, chiamata Chérie dal suo autore, è una giovane donna austriaca che guida un aereo sugli scenari della prima guerra mondiale, ingaggiando battaglie con i biplani tedeschi con un'abilità degna del Barone Rosso.
Ragazza colta, elegante e raffinata, Petra porta con sé delle armi ineguagliabili: oltre ad avere una bellezza disarmante, cui s’inchinano i vari personaggi (alcuni anche realmente esistiti) che incontra durante le sue storie, Petra è una donna capace di pilotare un aereo con la stessa disinvoltura con cui guida un’auto; proviene da una famiglia polacca molto ricca, possiede classe ed eleganza, parla sei lingue ed è talmente irruente da non temere i pericoli che le si presentano nelle sue avventure.

## Sinossi
Le avventure di Petra si svolgono negli anni 1917-1918, gli ultimi della prima guerra mondiale, e prendono il via dapprima nell’Olanda neutrale, per spostarsi poi fra le trincee delle Fiandre, in Francia, in Italia, a Zurigo (con l’episodio Furto al consolato), sulle innevate montagne del Montenegro, per approdare infine sulle rive del Bosforo. Nei ventiquattro episodi che compongono la serie rivivono immagini drammatiche di una guerra lontana nel tempo e quasi dimenticata, vista attraverso gli occhi di una donna in una dimensione decisamente anomala ma densa di fascino e atmosfera. 

## Elenco degli episodi[5]
- Dolci nebbie di Fiandra - Il Giornalino n. 8 (20 feb 77), 10 tavole, colore
- Un veliero chiamato Syrius - Il Giornalino n. 11 (13 mar 77), 10 tavole, colore
- L’irresistibile Barone - Il Giornalino n. 12 (20 mar 77), 10 tavole, colore
- Requiem per uno Zeppelin - Il Giornalino n. 16 (17 apr 77), 10 tavole, colore
- Suor Consolazione - Il Giornalino n. 20 (15 mag 77), 10 tavole, colore
- Quei merletti di Bruges - Il Giornalino n. 30 (24 lug 77), 12 tavole, colore
- Un paio di cartucce Chevrotin - Il Giornalino n. 37 (18 set 77), 12 tavole, colore
- Unterseeboot U. 53 - Il Giornalino n. 46 (20 nov 77), 12 tavole, colore
- Furto al consolato - Il Giornalino n. 3 (15 gen 78), 12 tavole, colore
- Spie a Venezia - Il Giornalino n. 10 (5 mar 78), 12 tavole, colore
- Il Feldwebel galante - Il Giornalino n. 23 (10 giu 79), “Albi G d’Oro n. 2”, 8 tavole, colore e b/n
- Il contino de Lindenberg - Il Giornalino n. 16 (20 apr 80), 12 tavole, colore
- Tempesta di notte - Il Giornalino n. 17 (27 apr 80), 12 tavole, colore
- Assalto al treno - Il Giornalino n. 21 (25 mag 80), 12 tavole, colore
- Le alte cime - Il Giornalino n. 26 (29 giu 80), 12 tavole, colore
- Il ponte sulla Drugaritza - Il Giornalino n. 30 (27 lug 80), 12 tavole, colore
- La rosa del Bosforo - Il Giornalino n. 34 (31 ago 80), 12 tavole, colore
- Il cimitero di Psammatia - Il Giornalino n. 38 (28 set 80), 12 tavole, colore
- I cani di Costantinopoli - Il Giornalino n. 47 (30 nov 80), 12 tavole, colore
- Sulla strada di Aleppo - Il Giornalino n. 5 (1 feb 81), 12 tavole, colore
- Il deserto e le stelle - Alter Alter n. 1 (gen 82), 12 tavole, b/n
- Entrerai dalla porta di Jaffa - Alter Alter n. 2 (feb 82), 12 tavole, b/n
- Oh fragile Theo - Alter Alter n. 4 (apr 82), 12 tavole, b/n
- Aurora! Aurora! - Alter Alter n. 5 (mag 82) e n. 6 (giu 82), 24 tavole, b/n

## Storia editoriale
Apparsa per la prima volta nel 1977 sulle pagine de Il Giornalino, Petra De Karlowitz (chiamata Chérie dal suo autore) vive sul settimanale una lunga e feconda stagione durata 4 anni per poi emigrare sul mensile Alter Alter, dove la serie si conclude nel 1982. 
Le storie di Petra sono state pubblicate in due volumi dalla Visual Print (in tiratura limitata e abbastanza rari) nel 1980. 
Nel 1982, in contemporanea con l’ultima avventura del personaggio, l'editore Milano Libri pubblica "Petra Chérie", un volume cartonato dedicato all'eroina di Micheluzzi dalla pregevole grafica di copertina.
Anche la Lizard (non ancora inglobata da Rizzoli) pubblicò le avventure del bel personaggio in un’edizione economica tascabile pubblicata nel 2000.
Alcune avventure di Petra uscirono anche in un albo spillato allegato al settimanale Il Giornalino, mentre nel 2010 esce nella collana I grandi Maestri del fumetto di Panorama un volume dedicato a Micheluzzi e alla sua bella eroina.
Di recente l'editore Comma 22 ha riproposto una curatissima raccolta di tutti gli episodi.
Nel 2022 le Edizioni NPE ripropone l'intera serie in grande formato e in volume unico.

## Curiosità
Petra Cherie, l'eroina che dà il titolo al fumetto, è modellata sui tratti di Louise Brooks, protagonista del cinema muto degli anni Venti, che è stata modello per un'altra icona del fumetto italiano, la Valentina di Guido Crepax.
Come ricorda Moreno Burattini, in origine Petra avrebbe dovuto essere un personaggio maschile, Rupert de Karlowitz, soprannominato “il Vicario”. Alfredo Barberis, all’epoca direttore del “Corriere dei Ragazzi”, convinse però Micheluzzi a trasformarlo in una donna per evitare confronti con Corto Maltese, con cui qualcuno avrebbe potuto far notare delle somiglianze, anche solo per l’epoca storica (il 1917) se non per gli scenari o lo spirito avventuroso del protagonista. Micheluzzi si accorse delle potenzialità offerte da un personaggio femminile e accettò il consiglio.
Nelle avventure di Petra Chérie, Micheluzzi sperimenta una forma di interazione narrativa fra autore e personaggio per mezzo di una voce fuori campo che, in didascalia, si rivolge direttamente alla sua bella avventuriera con frasi del tipo. "Attenta, Petra, c’è quella spia che ti sta seguendo" oppure "Guardati, Petra, c’è un nemico nella tua stanza". La ragazza, a quegli avvertimenti, rivolge lo sguardo al lettore e risponde "Sì, l’ho visto, non preoccuparti" o "Grazie, sento la sua presenza". Una tecnica di grande effetto ed estremamente coinvolgente.